# Уставни закон Канаде (1867)
Уставни закон из 1867. (енгл. Constitution Act, 1867) је саставни дио Устава Канаде.
До 1982, био је познат под називом Закон о Британској Сјеверној Америци из 1867. (енгл. British North America Act, 1867).

## Доминион
Закон о Британској Сјеверној Америци 1867. почиње с уводом да су се три провинције: Канада, Њу Брансвик и Нова Шкотска ујединиле у Доминион Канаду, којим ће се управљати по уставним принципима сличним као и у Уједињеном Краљевству.
Територијалне јединице унутар провинције Канаде (Канада Запад и Канада Исток)  одвојене су и преименоване у Онтарио и Квебек, тако да се Доминион Канада састојао од четири покрајине: Онтарио, Квебек, Њу Брансвик и Нова Шкотска, и оне су добиле једнак статус у Парламенту Канаде. У Доњем дому, добиле су број представника пропорционалан њиховом броју становника. У Сенату, јединице Онтарио, Квебек и приморски регион (Њу Брансвик и Нова Шкотска) су имали раван број сенатора, сваки са по 24 сенатора.

## Устројство
Према Закону о Британској Сјеверној Америци из 1867, савезна извршна власт се налази у рукама монарха, кога у земљи заступа генерални гувернер Канаде. У покрајинама, извршну власт држи монарх кога заступају лајтнант гувернери. Генерални гувернер врши извршну власт у сагласности са Тајним савјетом за Канаду.
Законодавну власт врши Парламент Канаде који се састоји од Сената и Доњег дома. Трећи номинални чинилац је био монарх. Сенаторска мјеста су раздијељена на три јединице. Прву и други јединицу су чинили Онтарио и Квебек, док је трећа јединица подједнако припадала тзв. Приморској Канади, односно провинцијама Њу Брансвик и Новој Шкотској. У покрајинама, законодавну власт врше покрајински парламенти који могу бити дводомни или једнодомни.
Судску власт врше судови. Све судије именује генерални гувернер Канаде. Највиши суд за Канаду је раније био Судски комитет Тајног савјета, који се налазио у Лондону, а данас је то Врховни суд Канаде, са седиштем у Отави